# Сухі листяні ліси Південного Декану
Сухі вічнозелені ліси Південного Декану (ідентифікатор WWF: IM0209) — індомалайський екорегіон тропічних та субтропічних сухих широколистяних лісів, розташований в Південній Індії, на території Карнатаки і Тамілнаду.

## Географія
Екорегіон сухих листяних лісів Південного Декану розташований на півдні Деканського плато, у дощовій тіні, а також охоплює південну частину Східних Гат. На сході екорегіон переходить у колючі чагарники та ліси Декану, а на заході — у вологі листяні ліси Північно-Західних Гат та у вологі листяні ліси Південно-Західних Гат. Таким чином екорегіон є перехідною зоною між більш вологими лісами, поширеними на захід від нього, та більш сухими лісами, поширеними східніше.

## Клімат
В межах екорегіону переважає саванний клімат (Aw за класифікацією кліматів Кеппена). Високі Західні Гати перехоплюють вологу південно-західних мусонів, тому на їх східних схилах та на Деканському плато випадає мало опадів. Середньорічна кількість опадів в регіоні коливається від 900 до 1500 мм. Влітку температура може досягати 40 °C.

## Флора
Основними рослинними угрупованнями екорегіону є сухі листяні ліси. Лісовий намет в цих лісах розташований на висоті 15-25 м над землею, крони дерев та високих кущів середнього ярусу розташовані на висоті 10-15 м над землею, а невисокі дерева та кущі підліску досягають висоти 3-5 м. Багато дерев в лісах регіону скидають листя під час тривалого сухого сезону. В більш густих, зрілих лісах поширені ліани.
Серед дерев, поширених в лісах екорегіону, слід відзначити пильчасту босвеллію (Boswellia serrata), широколистий аногейсус (Anogeissus latifolia), акацію катеху (Senegalia catechu), еліптичну терміналію (Terminalia elliptica), волотисту терміналію (Terminalia paniculata),  беллірійську терміналію (Terminalia bellirica), цейлонське сатинове дерево (Chloroxylon swietenia) , гірську альбіцію (Albizia amara), золотий дощ (Cassia fistula), анджанове дерево (Hardwickia binata), широколисту дальбергію (Dalbergia latifolia), жовте зміїне дерево (Stereospermum colais), сумчастий птерокарпус (Pterocarpus marsupium) та бомбейське ебенове дерево (Diospyros montana). Також в лісах екорегіону зустрічаються тикові дерева (Tectona grandis), хоча вони і не становлять основу лісів регіону, як в деяких частинах Декану, а також рідкісні білі сантали (Santalum album), деревина яких високо цінується.

## Фауна
В межах екорегіону зустрічається понад 75 видів ссавців та близько 260 видів птахів. Серед поширених в екорегіоні ссавців слід відзначити бенгальського тигра (Panthera tigris tigris), гірського куона (Cuon alpinus), ведмедя-губача (Melursus ursinus), чотирирогу антилопу (Tetracerus quadricornis), гаура (Bos gaurus), індійську макаку (Macaca radiata) та велетенську індійську білку (Ratufa indica). В межах екорегіону мешкає найбільша популяція індійських слонів (Elephas maximus) в Індії, яка нараховує близько 6000 особин. Салім-алійський крилан (Latidens salimalii) є майже ендемічним представником регіону.
Також майже ендемічними представниками екорегіону є сіролобі кратеропи (Argya subrufa) та жовтогорлі бюльбюлі (Pycnonotus xantholaemus). Серед інших поширених в регіоні птахів слід відзначити рідкісних індійських дрохв (Ardeotis nigriceps) та індійських флоріканів (Sypheotides indicus).

## Збереження
Оцінка 2017 року показала, що 7597 км², або 9 % екорегіону, є заповідними територіями. Природоохоронні території включають:
- Національний парк Баннергхатта[en], Карнатака (140 км²)
- Природний заповідник Білігірі-Ранганатха-Свамі[en], Карнатака (290 км²)
- Природний заповідник Каувері[en], Карнатака (500 км²)
- Природний заповідник храму Мелукоте[en], Карнатака (50 км²)
- Пташиний заповідник Ранганатхітту[en], Карнатака (20 км²)
- Тигровий заповідник Сатьямангалам[en], Тамілнад (1411,6 км²)
- Пташиний заповідник Ведантхангал[en], Тамілнад (70 км²)